# İsmayıl Məmmədov
İsmayıl Məmmədov (5 agosto 1976) è un ex calciatore azero, di ruolo centrocampista.

## Carriera

### Club
Ha quasi sempre giocato nella massima serie del proprio paese con varie squadre.

### Nazionale
Debutta nel 2002 con la Nazionale azera, giocandovi 7 partite fino al 2005.